# Ланетт
Ланетт (англ. Lanett) — місто (англ. city) в США, в окрузі Чемберс штату Алабама. Населення — 6970 осіб (2020).

## Географія
Ланетт розташований за координатами 32°51′28″ пн. ш. 85°12′28″ зх. д. / 32.85778° пн. ш. 85.20778° зх. д. (32.857871, -85.207739).  За даними Бюро перепису населення США в 2010 році місто мало площу 16,11 км², уся площа — суходіл.

## Демографія
Згідно з переписом 2010 року, у місті мешкало 6468 осіб у 2723 домогосподарствах у складі 1746 родин. Густота населення становила 402 особи/км².  Було 3338 помешкань (207/км²).
Расовий склад населення:
| - 57,5 % — чорних або афроамериканців - 39,3 % — білих - 0,2 % — корінних американців - 0,1 % — азіатів - 1,4 % — осіб інших рас |

До двох чи більше рас належало 1,5 %. Частка іспаномовних становила 2,4 % від усіх жителів.
За віковим діапазоном населення розподілялося таким чином: 22,3 % — особи молодші 18 років, 59,4 % — особи у віці 18—64 років, 18,3 % — особи у віці 65 років та старші. Медіана віку мешканця становила 41,8 року. На 100 осіб жіночої статі у місті припадало 85,1 чоловіків;  на 100 жінок у віці від 18 років та старших — 80,6 чоловіків також старших 18 років.
Середній дохід на одне домашнє господарство  становив 42 005 доларів США (медіана — 25 220), а середній дохід на одну сім'ю — 51 477 доларів (медіана — 31 867). Медіана доходів становила 37 431 долар для чоловіків та 24 917 доларів для жінок. За межею бідності перебувало 29,8 % осіб, у тому числі 52,7 % дітей у віці до 18 років та 13,9 % осіб у віці 65 років та старших.
Цивільне працевлаштоване населення становило 2241 осіб. Основні галузі зайнятості: виробництво — 29,0 %, освіта, охорона здоров'я та соціальна допомога — 19,4 %, роздрібна торгівля — 13,0 %, мистецтво, розваги та відпочинок — 8,9 %.